# NGC 5621
NGC 5621 ist ein aus drei Sternen bestehender Asterismus im Sternbild Bärenhüter (Rektaszension: 14:27:50.0; Deklination: +08:14:32). Wilhelm Herschel notierte bei einer Beobachtung am 30. Januar 1784: „eF, vL, not verified ... I suspect an almost imperceptible cluster of stars or nebulosity. ... or large faint nebula or nebulosity“. Er hielt seine Entdeckung dann irrtümlich für eine Galaxie, welche so einen Eintrag in den Katalog erlangte.